# アレクサンドル・ブロツキー

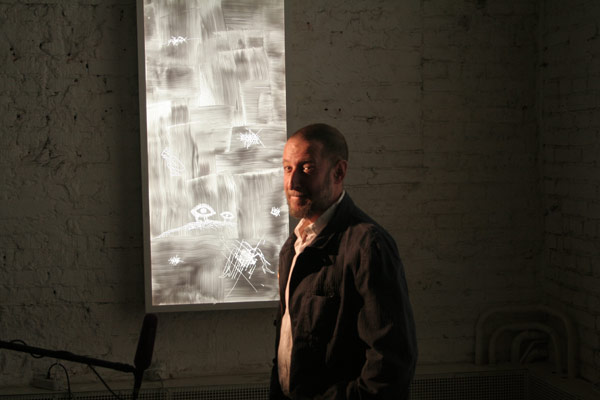
アレクサンドル・ブロツキー

アレクサンドル・ブロツキー（ブロドスキー、Alexander Brodsky、1955年-）長くペーパー・アーキテクトとして活動したロシア人建築家。モスクワ生まれ。
ユダヤ系ロシア人で、エッチングで提案するのを得意とする。モスクワでは名の知られたアーティストであったためこのエッチング技術は父譲りともいわれている。アレキサンドルの父Sawe (1923-1982）もロシアの建築家・アーティストで、本のイラストレーターとして広く知られた存在である。
1978年にモスクワ建築大学を卒業し、フォードル美術館勤務。1979年-1981年、国立芸術劇場に勤める。後、父親の後を継ぐ形で、モスクワのアトリエで活動。
同級生のイリア・ウトキンとともに、「WanderingTurtle」「あるガラスの塔」(1984年, セントラル硝子株式会社主催コンペティション入選作品)などの幻想的な作品を発表し、1980年代には数多くの国際建築設計競技に入賞、ペーパー・アーキテクトとしては世界的に知名度は高い。
ペレストロイカ以降から実作も手がける。実作としては、サンクトペテルブルクの「カフェ・アトリウム」など代表作である。